# Need for Speed: Nitro
Need for Speed: Nitro (також відома як NFS: Nitro або NFS: N) — відеогра з серії Need for Speed, розроблена EA Montreal і видана в 2009 році для консолей Wii і Nintendo DS. Вона є першим спін-оффом (відгалуженням) від серії Need for Speed.
Гра носить аркадний характер, на відміну від основної серії — Need for Speed: Shift. За словами розробників, у Nitro висока динаміка і видовищність гонок поєднуються зі зручним управлінням і яскравою графікою, яку доповнює багатий вибір забарвлень автомобілів, підготовлених відомими дизайнерами. Гра є своєрідним продовженням Need for Speed: Undercover, і задіює багаті візуальні ефекти, які повинні припасти до смаку широкої аудиторії. Гра має аркадні гонки з поліцією в різних режимах ігри, включаючи мультиплеер на дванадцять гравців, до 30 машин і широкі можливості кастомізації.